# Ghazni Khan Muhàmmad Xah
Ghazni Khan Muhamnmad Shah fou sultà de Malwa (1432-1436), de la dinastia gúrida de Malwa.
A la mort del sultà Alp Khan Hushang Shah (1405-1432) el 5 de juliol de 1435 el va succeir el seu fill Ghazni Khan Muhamnmad Shah que fou conegut com a Muhammad Shah Ghuri. Enemistat amb un parent de nom Mahmud Khalji, el va voler fer matar en sospitar que volia usurpar el tron, però aquest se'n va assabentar i es va avançar fent assassinar al sultà. Mahmud va aconseguir el poder oferint el tron al seu pare, Malik Mughith, que el va refusar, i llavors ell mateix es va proclamar el 16 de maig del 1436 amb el nom de Mahmud Shah I Khalji, fundant la dinastia khalji de Malwa.